# غال ألبيرمان
غال ألبيرمان (بالعبرية: גל אלברמן‏) (مواليد 17 أبريل 1983 في بتاح تكفا - إسرائيل) لاعب كرة قدم إسرائيلي يلعب حاليا لصالح نادي الدرجة الأولى بوروسيا مونشنغلادباخ الألماني منذ 2008 في مركز الوسط المدافع .

## روابط خارجية
- غال ألبيرمان على موقع قاعدة بيانات كرة القدم.إي يو (الإنجليزية)
- غال ألبيرمان على موقع بيانات كرة القدم. دي إي (الألمانية)
- غال ألبيرمان على موقع ناشيونال فوتبول تيمز (الإنجليزية)
- غال ألبيرمان على موقع Soccerway.com (الإنجليزية)
- غال ألبيرمان على موقع عالم كرة القدم.نت (الإنجليزية)
- غال ألبيرمان على موقع كووورة
- غال ألبيرمان على موقع AS.com (الإسبانية)